# 布莱泽奥特曼
《超人力霸王布雷薩》（日语：ウルトラマンブレーザー），是由圓谷製作所製作的特攝電視劇，2023年7月8日於東京電視台、大阪電視台系列頻道每週六上午9:00 - 9:30（JST）播映，共25集。並於圓谷官方YouTube頻道於播映日上午8:28分率先播出。

## 概要
本作為令和時代《超人力霸王系列》第五部作品。主監督則曾執導過《超人力霸王Z》等多部作品的田口清隆擔任。系列構成則是同由在《Z》擔任軍事考證的小柳啓伍擔當。主導演田口並非繼續依循舊例，採用以新生代形式刻畫舊作英雄的下一部作品，而是被委以從全新的白紙開始構建全新的作品，並擔任整個系列的構成。
出於想要嘗試與所謂的「新生代」系列不同的願望，為了不被認為是「一如既往」，他決定改變超人力霸王力量的類型變化、不再重複使用以前的怪獸、不再需要收集道具等劇情展開要素，以及內部空間等等。因此，他決定「看看我們能走多遠」並邁入下一個階段。，此外，這部作品是首次沒有任何新世代系列的登場角色客串，被視為完全獨立的世界觀作品。

### 風格
本部作品的核心主題是「溝通」。透過描繪人類與超人力霸王、人類與怪獸/宇宙人、前線戰士與指揮官、家長與孩子之間的溝通，探討溝通在解決不同觀點和立場衝突、實現相互合作中所扮演的重要角色。同時，作品也以溫暖人心的人性戲劇為導向，展示角色面對現實世界中各種苦難時的情感。田口清隆表示：「溝通的元素是一種能夠觸動各個年齡層的共鳴感。在超人力霸王的世界中，隊長這個角色最容易陷入夾縫之中，我是根據這樣的思考方式進行反向思考的，靈感就從那裡而來。」根據田口的說法，他在三年前製作《Z》時就有了讓隊長成為主角的構思。此外，他還提到作品受到現代社會和國際趨勢的影響。「過去幾年發生的戰爭和疫情恐慌，或許都是由於缺乏溝通而引起的。我也希望在作品中反映出一些社會現況的元素。」，企劃則於2021年夏天開始進行初步構思，並於2022年10月2日起進行拍攝作業。
此外，這部作品著重於呈現「真實感」。主角被塑造成一位有家庭、從事中層管理的職員，強調人物形象的現實性。相對於其他新生代作品，這部作品突出了軍事色彩和硬科幻元素，展現了與科幻元素的「共存」，注重於營造現實世界中的氛圍。在超人力霸王的設計方面，並沒有對其進行類型上的改變，而是通過推出大量新的怪獸來豐富故事的發展。同時，作品充分利用了主導演的優勢，將圓谷製作當前所有的技術資源投入到第1話的製作中。後續的集數也保持了一貫的質感。主軸方面仍然保持了過去作品「明亮和愉快」的風格，同時在劇情中融入著社會主題，反映屬於2020年代的特殊性。
第一波特報宣傳影片於2023年2月23日在松竹配給和TSUBURAYA IMAGINATION發行的劇場版《超人力霸王德卡最終章：旅途的彼方...》播放主題曲完結後釋出。節目的製作於2023年4月21日宣布。2022年6月12日，與前作《德卡》一樣，通過線上直播展示了新作品的規劃，並在同日的2023年東京玩具展上舉行了現場製作發布會。同時，也釋出了新視覺圖、本篇先行影像和相關資訊。該發表會中，則宣布包括特攝部分在內的所有拍攝工作都已完成。

### 選角
在角色選拔方面，由於此次準備時間非常短。《布雷薩》選擇的演員並沒有像往常那樣進行大規模的招募和試鏡，而是以一定的目標進行有針對性的選擇。尤其是注重在真實性的基礎上能自如行動的演員。蕨野友也被選定飾演本作的主角比留間弦人。這個角色是首次採用防衛隊「隊長」作為「主角」的先例，是超人力霸王系列歷史上前所未有的設定。他擔任著主力巨型怪獸型機甲「阿斯加隆」，應對怪獸災害的團隊「SKaRD」的隊長，蕨野在此前就曾有參與特攝劇的經驗，2014年於《假面騎士Drive》中飾演敵方幹部Heart／Heart Roimude以及外傳的假面騎士Heart。
其他主要演員，由搗宮姫奈、内藤好美、梶原颯飾演「SKaRD」的旗下成員蒼邊惠美、美南杏梨、坂藤泰信，伊藤祐輝飾演該隊伍的副隊長名倉輝明，加藤雅也飾演上層組織GGFJ司令部的參謀長榛野烈。
在此前曾以戲服演員的身份參演新生代系列的岩田榮慶，在本作也擔任同名英雄的戲服演員，不過在此作品中則同時兼任布雷薩的戰吼聲配音。

## 故事大綱
地球防衛隊（Global Guardian Force，縮寫GGF）是自1966年以來針對全球性怪獸及外星生命體攻擊活動成立的國際組織。
當今，地球持續面臨自然環境的滅絕以及全球暖化的挑戰。2023年5月10日晚上，一隻名為巴贊甲的宇宙甲殼怪獸於池袋出現，GGF應對小組的行動失敗，同時，由比留間弦人領導的特殊部隊也陷入絕望之境。然而，此時一位神秘的巨人從光芒中現身，它是在太空人之間口耳相傳數十年的人形宇宙人，代號—「超人力霸王」。
隨後，弦人被召集到指揮中心，正式任命為特殊怪獸對應分遣隊（SKaRD）的指揮官。這支秘密結成的部隊將駕駛著一個巨大的怪獸型機器人，名為阿斯加隆以應對怪獸災害。
與此同時，在弦人接到上級命令調查超人力霸王是否應該被消滅的威脅之際，他的記憶中浮現出一段源自遙遠銀河系耀变体的回憶。

## 本作登場的超人力霸王

### 超人力霸王布雷薩
本作登場的超人力霸王戰士，是來自距離地球4億4100萬光年的巨大圓銀河M421的中心天體「耀变体」的神秘巨人。他的思維和價值觀超越人類智慧，被一片神秘所包圍，當弦人因為正義感渴望力量時，可以藉由神秘的手環「布雷薩氣息」以及結晶「布雷薩之石」的力量進行變身， 其必殺技為「Spiral Ballad （スパイラルバレード）」。戰鬥時，他會發出與超人力霸王迄今不同的吼聲進行戰鬥。這個未經證實的50米級宇宙人的代號，自幾十年前就在太空人中傳聞稱為「超人力霸王」。
布雷薩的身體特徵包括非對稱的紋路線條和水晶，以及用於告知他在地球上活動時間限制的顏色計時器。通常在戰鬥前，他將展示了一種帶有「祈願」意味的、類似儀式性的動作。其獨特的格鬥風格除了其自身原始粗暴的特點以外，還融合了弦人的特殊部隊戰鬥術（快速連續的攻擊）。他的必殺技是由光之槍・螺旋光刃組成的雙螺旋攻擊。
在最終話中，弦人透過妻子和兒子的信物及鼓勵後，得以令布雷薩透過黒洞聚集能量用左右手形成十字，於左手發射強力光線「布雷薩光線」（ブレーザー光線/Blazar Beam）。
- 身高：47公尺[11][12]
- 體重：42,000噸[11][12]
- 活動時間：無時間限制

### 角色概念
為了使「M421」及劇集的故事背景與先前的M78星雲光之國截然不同，此次的世界觀與之前的作品毫無關聯。雖然M421中存在一個類似超人力霸王的種族，但這個宇宙文明相對較為原始，他們以獵殺巨大怪獸為生，並使用怪獸的骨骼和外殼來製作武器。布雷薩也因此成為這個宇宙中首次被人類觀測到的超人力霸王。由於在規劃作品時，被一貫保持硬科幻風格，因此布雷薩的起源和位置與以前完全不同，他對地球文化和語言一無所知，因此選擇保持沉默。
田口、武術執導寺井大介和套裝演員岩田榮慶共同討論了「希望深入探討超人力霸王作為宇宙人的現實性」的主題。通常情況下，超人力霸王的聲音主要由聲優配音，但由於這部作品中超人力霸王不會說話，因此在製作《Z》時，岩田提出了想要嘗試「超人力霸王之聲」的概念。因此，最終選定由套裝演員岩田為布雷薩配音，而他自己也創造了捲舌和祈禱的動作。

### 設計
超人力霸王布雷薩由後藤正行設計，該角色的造型以銀色、紅色、藍色和黑色為主色調。以簡單的銀黑為底色，中央的計時器以圓形呈現，沿著圓形的外圈順時鐘插入倒刺。身體的左半邊及右側胸甲至肩甲部分。則塗上瞭如動脈和靜脈般錯綜複雜地舒展的紅藍線條。眼部上方則以青色的波紋作為裝飾。
對於該角色的形象設計，田口清隆的最初設計理念是避免過多的裝飾，保持角和身體圖案的簡潔。然而在2022年電影《新·超人力霸王》上映後，早期製作階段的製作團隊意識到將設計削減到極致可能不適用於一般觀眾。因此，他們暫時拋開了削減的概念，決定將超人力霸王打造成人類首次見到的外星人形象。儘管以前的超人力霸王採用潛水衣設計時忽視了縫線，但在設計階段，他們決定將這些縫線隱藏起來，以製造出沒有明顯縫線的超人力霸王。為了實現這一目標，製作團隊設計覆蓋背部骨狀細節的圖案，試圖從一個端點開始遮蓋這些縫線，此外，團隊則希望增加發光部分設計，因此解釋臉部的發光部分是能量從以前的傷口中噴出並形成的疤痕。
此外，還有一個概念是使超人力霸王的骨架部分暴露在外，身體上具有類似超人力霸王線條的設計，該設計被視為描述獵人成長和歷史的一種妝容概念，就像部落紋身上的民族圖案類似。不同之處在於，這些圖案並非透過染料滲透實現，而是透過某種光的能量圍繞在身體周圍呈現出來。因此在變身過程中，布雷薩的身體上一開始沒有任何圖案，第二次時，紅色和藍色的帶狀圖案逐漸閉合，第三次時，它們會貼在身體上。
水晶和線條在左側的集中是設計上沒有特別意義的特徵。但對於紅藍線條，後藤認為紅藍線條代表著以彩色計時器為中心的能量流。銀黑色的基體、紅藍相間的線條以及頭部的水晶在被認為是外部力量施加的結果。對於設計的變遷，該角色設計最初有三個設計方案，現在的正式形象是將其中兩個方案融合在一起。最初的方案中有一個身體圖案更簡單的版本，但田口採用更複雜的幾何圖案版本。由於最初就確定左右不對稱的方向，因此最後的定稿相對順利。

#### 型態變化
- 法德蘭裝甲[17]

原文： / Fardrun Armor
第19話中登場的強化形態。將法德蘭的怪獸輝石裝入布雷薩手環中並啟動。布雷薩身體右側包裹著熾熱的鎧甲，能夠使用從鎧甲中流淌出的火焰，以此驅動武器「奇爾索劍法德蘭長槍」 （チルソファードランサー）。
由第20話開始使用此武器的弓箭模式。

### 變身器
- 布雷薩手環[12][14][18]

原文： / Blazer Brace
布雷薩的手鐲型變身道具。在弦人需要之時，會出現在他的左臂上。
- 該變身器由田口設計，在專案計劃中，它最初被稱為「螺旋插頭」（スパイラルプラグ）。田口提出「基因的螺旋構造」這個關鍵字，以及其他關鍵字，如「小型、有機、新奇、不像玩具」，並使用了一種名為「迴轉發光」的技術，可根據任意模式點亮LED，並透過旋轉來表現文字和動畫。[19][20]
- 從「遺傳螺旋」這個關鍵字出發則產生動脈和靜脈、紅色和藍色的雙螺旋的形象，因此布萊澤的設計也已經確定，從其身體上提取線條。由於有機和自然生成被提出為關鍵字，因此也有以隕石和礦物為基底的想法，但只有這些元素會使物品過於樸素，因此設計團隊則增加帶有藍色透明感的水晶蓋。[20]

### 武器·道具
- 布雷薩輝石[12][14][18]

原文： / Blazar Stone
布雷薩的光之結晶，藉由加載至布雷薩手環上，則能夠變身成布雷薩。
- 根據田口的設計概念，該道具為通常儲存在口袋裡的圓盤狀水晶體。雖然它被稱為一種「獎章」，但為了避免使用傳統的「獎章」一詞，該物品特意採用了「輝石」的稱呼。
- 在先前的作品中，曾採取價格昂貴的GUTS超級鑰匙、經濟實惠的紙質卡片作為主要商品，在接下來的作品中被制定「擁有一定品質和外觀良好，但不會過於昂貴」的產品，田口對此提出「盡量緊湊、具有實在感」的主題。 因此該物品的設計以「宇宙某個地方存在的礦物質」形象，並化為像獎章一樣的定型狀，易於收藏，並在表面上添加粗糙的處理，以表現出實在感和礦物感，由於田口要求不要將角色的圖案貼成貼紙，而是希望它是立體的，輝石在部分區域採用了半立體設計。
- 作為玩具的原始元素，歷代超人力霸王和怪獸的輝石以收藏品的形式出售，當放入布雷薩手環時，它們會展現不同的發光模式和聲音效果。

- 螺旋光刃

原文： / Spiral Burrade
布雷薩所使用的特殊武器，藉由從左手產生發光的雙螺旋狀長槍，能夠投射出光線技。另外可透過布雷薩應用，變化成其他對抗怪獸用武器。
- 奇爾索輝石劍

原文： / Tilsonite Sword
第12話登場，在與格巴爾加的戰鬥中，布雷薩透過取出刺入格巴爾加的奇爾索奈特長矛结合了格巴尔加的电磁之力並進行變換而誕生。這是由地球科技無法摧毀的宇宙合金「奇爾索」所構成的巨大劍，刀身上有閃電狀的紋路。此外，在刀身和護手之間的部分裝有紫色的「奇爾索」隕石，透過拉動護手上的槓桿可以使齊爾索旋轉，並觸發強力的必殺技，其威力取決於操作的次數。
- 天弓怪獸虹蛇神（天弓怪獣ニジカガチ，Nijikagachi）

第8話中，阿斯加隆發炮打中此怪獸的額頭晶石而令其體內彩虹輸出，其後布雷薩一躍至彩虹頂部並用手握住，在布雷薩體內的弦人手上形成的輝石。
- 機器人怪獸嘎拉蒙（ガラモン，Garamon）

在第12話中，GGF使用嘎拉蒙留下的合金物質，特別製作了一支奇爾索合金矛，交給阿斯加隆用於應對任務。這支矛刺中了格巴爾加的腹部。在接下來的戰鬥中，布雷薩從矛中提取了一顆輝石，形成在布雷薩體內的弦人手上。
- 炎龍怪獸法德蘭（ファードラン，Faaduran）

第19話出現，惠美與其父親殘像合力在第66號實驗設施內，共同推動手掣打開閘門解放的元素神獸，法德蘭能夠自行化身成輝石，以協助布雷薩使用法德蘭裝甲。

## 本作登場的防衛組織

### GGF
地球防衛隊（Global Guardian Force、GGF）是全球國家於1966年成立的國際軍事組織，旨在對抗全球性怪獸及外星生命體的攻擊活動。其總部位於北美，並在世界各地設有分支機構。
儘管GGF是一個經驗豐富的組織，但近年來怪獸的頻繁出現以及出現地點的多樣性，使得GGF在對抗怪獸方面顯露出一些無能的跡象。根據勤務記錄，該組織擁有美國總部、美國分部、德國分部、澳洲分部等機構，每個分支機構都配備自己的武裝部隊、情報部門和其他支援單位。GGF經常前往世界各地執行任務，並參與對抗怪獸和外星生命體的消滅行動。其中，像GGFJ這樣的分支機構擁有特殊的地位和功能。
GGFJ
全名為『Global Guardian Force Japan』。SKaRD的上部轄屬單位，正式名稱是「地球防衛隊日本支部」，也是GGF位在日本的分部。它擁有數支專門負責反怪物任務的特種部隊，其中包括原本由弦人領導的第一特殊機動團，以及新成立的SKaRD。
關聯機關
- 總司令部
- 情報本部統合情報部
- 一般部隊
- 海上部隊
- 特殊部隊
  - 第1特殊機動團第1大隊第1中隊
- 空中部隊
  - 第2輸送航空隊
  - 第1空降團
  - 尤利西斯编隊
  - 天空猎手編隊
- 普通科連隊

### SKaRD
本作登場的部隊，全名「特殊怪獸對應分遣隊」（Special Kaiju Reaction Detachment），是GGFJ為了應對全球範圍內由於急劇的全球變暖、自然破壞和太空開發導致的怪獸災害，而成立的秘密防禦小組。並配屬巨大怪獸型機器人「阿斯加隆」來應對災害威脅。
該小組是一支特殊部隊，並獨立於GGFJ的其他部隊指揮系統，其主要任務是負責調查和分析所得怪獸的特性、動向，並在必要時通過直接行動來排除威的權限。然而，該小隊的創建者、日本支部指揮部的榛野參謀長經常對該小組下達一些不可能完成的命令。指揮所設立於GGFJ千葉縣的教將野基地。
其中，該小組的隊服和徽章顏色以接近淺藍色的明亮藍色為基調，這被認為是該小組的主要色彩，當接到命令時，他們會回答「ウィルコォ」（Wilco）。這是縮寫自軍事通信術語「Will comply」的回答，表示「遵從指令」的意思。SKaRD設有威脅警戒態勢，根據情況分為Alpha（A級）、Bravo（B級）、Charlie（C級）三個等級。個人裝備和使用術語等則參考了現實的軍事組織。
- A級：怪獸或者宇宙人有出現的徵兆即可發令
- B級：怪獸或者宇宙人確認出現後即可發令
- C級：怪獸或者宇宙人已經造成實質性破壞後即可發令

此外，SKaRD的機甲阿斯加隆有專門的GGFJ機械團隊來進行維護和補給。這使得SKaRD能夠專注於成為機甲駕駛員的訓練任務。

### 武器・裝備

#### SKaRD
制服：
SKaRD成員的制服包括黑色內層T恤，上面有分隊名稱和徽章，還有一件藍色鈕扣工作服，帶有兩個胸前口袋和袖子上的接觸緊固件。姓名和單位徽章被縫在兩個胸前口袋上方，GGF和SKaRD標誌貼片則固定在接觸緊固件上。當部署到戰鬥區域時，成員會在制服或便服外穿戴戰鬥防護裝備。戰鬥裝備可能會因成員的職位而有所不同，包括頭盔、戰術手套、護墊、防彈背心和通訊裝置。其中戰鬥頭盔是所有成員必須佩戴的裝備，它提供保護，最大限度地減少成員頭部受傷的風險。頭盔上還配有頭戴式攝影機和手電筒。同時，對講麥克風和耳機也被安裝在頭盔上保持通信。
至於防彈衣，根據成員的角色共有兩種類型。一種是「標準型」，在不駕駛阿斯加隆時使用，成員穿著黑色戰術背心，配帶有小袋的腰帶，護肩、護肘和護膝。另一種是「駕駛員型」，在駕駛阿斯加隆時使用，成員佩戴黑色軀幹的安全帶，類似戰鬥機飛行員所穿的安全帶，還有矩形肩墊和後頸部保護。
23式電磁手槍（RHG-23、23式電磁拳銃）
SKaRD所使用的手槍，槍口有著軌道炮一樣的導軌。在操作指南似乎與RAR-23有一定程度的共享。至於其他便攜式槍械，似乎還有無後坐力槍。
23式電磁步槍（RAR-23、23式電磁小銃）
SKaRD所使用的突擊步槍，被認為是能發射實體彈藥的磁軌砲。通過各部件配備的皮卡汀尼導軌可以安裝各種配件。
熱圖單筒望遠鏡
一種手持設備，允許成員查看熱圖特徵和輻射。

#### GGF
戰鬥機
第1話中登場。機體的呼號為「Sky Hunter」和「Ulysses」，在池袋空中與巴贊加交戰。並根據弦人的請求進行誘導攻擊。該機型被認為是F-35閃電II戰鬥機。
另一架戰鬥機在18話出現在伊陸葛對抗任務中，為自行雷射砲提供高空支援，該戰鬥機的模型是根據《超人力霸王蓋亞》的GUARD戰鬥機改裝的。
噴射套裝
特機團在空中降落時使用的裝備。該裝備與英國救援隊所使用的噴射背包非常相似。
自動迎擊系統
該系統與SKaRD所擁有的阿斯加隆同時攻擊。採用真實的武器，包括使用AGM-65小牛飛彈向蓋多斯發射的描繪。
卡爾·古斯塔夫M3E1無反動砲
用於發射特殊彈的最新型無反動砲，配備了AN/PEQ-15雷射瞄準器用於彈頭導引。
M4突擊步槍
個人攜帶的突擊步槍，配備Aimpoint Comp M2紅點鏡。除了根據弦人的分析進行射擊的場景外，並未出現其他開火場景。道具使用G&G公司生產的GC16野豬型氣動槍。
新型自動自衛電磁炮（メガショット）
GGF開發部所開發的大型電磁炮設施，具有相當驚人的性能，其速度可達每小時5馬赫，每分鐘可發射30發砲彈，引起GGFJ上層的密切關注，進行實用化性能評估測試。然而，這種電磁炮因不經意安裝在土留午的身上，導致了土留午的甦醒。在第12話中則出現改良型的長管型電磁炮。
反怪獸麻醉槍/捕獲網
第10話使用，一種使用鎮靜劑的非致命氣槍，主要用於制服怪獸，有效降低其躁動程度以達到捕獲目的，捕獲網則旨在發射網來束縛目標。該武器還配備了電流，使怪獸無法移動。
飛彈
第11話使用，共有三款飛彈：「動能穿透彈（KEP）」、「空爆燃燒彈」和「引導穿甲弹」，在針對奇波魯加的反制任務中使用。
自走式雷射砲
第18話使用，在伊陸葛對抗任務部署的特種救援車，具備雷射攻擊能力，最多可運送兩名人員。車輛模型以《超人力霸王蓋亞》中的「海鷗-FanTop」為基礎進行改裝。

### 機甲
SKaRD移動前哨車（SKaRD Mobile Outpost（SKaRDMOP））
被認為是用於前線作戰指揮的場所。該基礎車型是豐田Hiace商旅車（Toyota Hiace）。最初配備時缺乏任何軍用級別的防護和設備，仍保持原始底盤車的樣貌，甚至讓弦人懷疑他們是否連專用指揮車的預算都沒有。不過車輛內部隨後在泰信的協助下進行大規模的改裝，包括安裝指揮用通信設備、防彈纖維等設備。
阿斯加隆
原文：アースガロン / Earth Garon
配音：石田彰（EGOISS語音）
SKaRD所使用的強力怪獸型機器人，制式名稱是「23式特殊戰術機甲獸」，被稱為「特戰獸」，可具備兩腳行走的怪獸模式，可以應對近身的戰鬥模式。這機器人在SKaRD正式結成之前就被極秘地建造，負責整備和補給的後勤部隊也隨即成為SKaRD的隸屬組織。
該機體為手動駕駛，並由機長和駕駛員兩名人員操作，全身裝備著各種武器，平時則使用液體燃料的主引擎進行單獨飛行，最高速度可達4馬赫，並能夠在緊急時刻趕到現場。其發射序列類似火箭發射。該機甲的機動性極為靈活，能進行側翻動作，甚至在與怪獸的近身格鬥中也能處於勢均力敵的狀態。
儘管外觀威猛，但臉部卻較為可愛、類似於狗般的表情。同時眼睛會根據情況變化，獲勝後會露出笑容，而當主引擎停止或陷入困境時，會顯示旋轉的花紋。當進入自動駕駛或進入狂暴模式時，它的眼睛會變成紅色。補助動力裝置（APU）則位於頸部，通過操作它，即使所有功能停止也可以進行重新啟動。自16話開始，阿斯加隆內建裝載AI對話系統「EGOISS」以提供駕駛員進行協助。
在設計概念部分，由於本作的前提條件是不能像前兩部作品那樣廣泛使用全CG動畫，因此考慮了阿斯加隆的提案，以填補《Z》中未完成的部分。。
- 身高：50公尺[註 5]
- 體重：25,000噸[註 5]
- 運行速度：4馬赫[註 5]
- 登機：2人[註 5]

阿斯加隆的武器可以根據任務的不同攜帶多種導彈。即使主體所有功能停止，也可以通過駕駛艙內的應急裝置手動發射。隨著加載裝備的升級，阿斯加隆可以切換至下列三個模式：
- Model.2（アースガロン特殊戦闘支援ユニット）

第8話登場，配備兩把獨特重型武器「600毫米電磁榴彈砲/軌道炮」（右側，能夠射擊平流層外的目標）及多用處雷射武器系統（左側，可以發射集中或分散光束攻）固定在肩膀上方的強化部件。
- Model.3：裝備飛行裝置（アースガロン特殊戦闘支援ユニット）

第21話登場，换上名為「鳥拉諾斯引擎」的飛行裝置，和德魯坦達爾的飛行原理一樣，速度最高可達至10馬赫，比布雷薩的速度還快。
- Model.4：全裝備。

第24話登場，裝備了Model.2的兩把獨特重型武器及Model.3飛行裝置的「鳥拉諾斯引擎」，允許在太空作戰的最強能力提升型形式。
- Earthfire（アースファイア）

口內所搭載的荷電粒子炮。
- Earthgun（アースガン）

雙手裝備的105毫米機關榴彈砲，命中精度非常高，即使在側方的狀態也能精準瞄準目標並射擊。
- Tail VLS（テイルVLS）

尾部搭載的舰载垂直发射系统，可以根據任務搭載多種類型的導彈。
- 新型安普爾彈（新型アンプル弾）

針對雷維拉不耐殺菌劑FK1的弱點而開發的新式武器，因僅從外部浴染FK1並不能阻止其逃逸。因此，它被直接注入到怪獸體內。雖然它被裝備在左手上，但由於雷維拉對FK1產生了抗藥性，使得該武器在接觸怪獸前FK1的效果已經不足，導致雷維拉成功逃逸。

## 本作登場宇宙怪獸/艦隊 、怪獸、宇宙人
宇宙怪獸/艦隊
- 宇宙甲殼怪獸巴贊甲（Bazanga）[26][12][14][27]

2023年5月10日，被通報襲擊東京池袋，來自宇宙的怪獸「第一波」，被認為是首個出現在地球的宇宙怪獸個體，它有著尖銳的面容，外表以紅褐色為基調，讓人聯想到甲殼類動物，從後腦部生長著兩根細長的觸角，此外爪子、背鰭、頸部等地方都帶有斑斕的青色。也能從雙腕的四個孔洞高速射出無數尖刺。破壞大樓與高速道路等，由於身體被鱗狀的堅硬皮膚覆蓋住，導彈、炸彈等攻撃都都無法接近。
身高：51公尺
體重：2萬6千噸
登場話數：1、17（亡靈體）
- 隕石怪獸嘎拉蒙（Garamon）

自宇宙飛來的隕石墜落在東京府東市多摩川的第二隻宇宙怪獸。實為從齊爾索尼亞遊星被裝在隕石中送來地球的侵略用機器怪獸。
擁有著由名為齊爾索合金的未知物質構成的隕石型電子頭腦，可以通過極超短波接收指令行動。其身上佈滿了無數刺狀的鱗片，這些鱗片也是由赤鋰石製成的。在劇中，他受到被派遣到地球的蟬人特工筑士與其夥伴的樂隊演奏的音樂控制。
他能夠通過猛擊雙臂的長爪而發出衝擊波般的光束，也擅長一邊跳躍，使用身上極其堅硬的材料製成的硬金屬赤鋰石刺，以猛擊對手已進行撞擊式攻擊。
身高：40公尺
體重：6萬噸
登場話數：9
- 宇宙電磁怪獸奇波魯加（Gebarga）

自宇宙飛來，被通報墜落於津久武湖的強力電磁怪獸，代號「第二波」。最初觀測到時，它被預測將在30小時內抵達地球。這個怪獸擁有異常強大的電磁能力。它的身體中央有一種突起狀器官，用來儲存電磁力。 當它發出嘶吼時，它的身體會產生一個圓頂狀擴散的電磁場，這個電磁場能夠產生強大的电磁脉冲造成高壓條件。對周圍的電子設備造成嚴重的故障和損壞。也因而導致GGF的超高速動能飛彈（KEM）和溫壓彈等武器熔化，失去了效用。
此外，它不僅能夠操縱電磁場，還具備強大的物理攻擊能力。它可以變成球狀形態，熟練地進行旋轉和猛烈的物理攻擊，使其在近距離戰鬥中變得極為危險。此外，奇波魯加還可以製造電磁屏障，能夠抵抗幾乎所有的攻擊，並且能夠釋放強大的電擊。
身高：49公尺
體重：2萬5千噸
登場話數：11、12
- 污染獸伊魯戈（Irūgo）

於東京都朝木區的建築區出現的神秘巨型怪獸，是一種長相奇特的巨型生物，擁有像鰻魚或海鰻一樣細長的身體，下顎上附著另一張倒置的臉。在地面出現後，他開始散佈毒氣，擴大了污染範圍。該氣體具有由類似硫化物和硫酸鹽的物質組成。一旦吸入伊魯戈釋放的氣體則會導致類似光化學煙霧的症狀，例如眼睛刺痛和喉嚨痛。
身高：無法測量
體重：無法測量
登場話數：18、19
- 宇宙污染超獸強殖奇波魯加（Burūdogebaruga）

該怪獸是比以前個體更大的奇波魯加，其中背上有兩條巨大的伊魯戈形狀的尾巴，是一種宇宙污染的超級生物。有著繁殖奇波魯加幼體「伊魯戈」的職責，能放出電磁脈衝引起網路障害使都市機能麻痺，並無力化GGF的攻擊。
身高：150公尺
體重：5萬5千噸
登場話數：18（球體）、19
- 炎龍怪獸法德蘭（Faaduran）

一隻被全身火焰所包圍的火龍怪獸。全身被一瞬間燃燒殆盡的火焰所覆蓋。頭部呈現機械質感，胸部和翅膀雕刻著藍色的圖案，它從GGF進行蟲洞實驗的設施中出現，並在緊急時刻飛來拯救布雷薩，並賦予布雷薩法德蘭護甲和奇爾索法德蘭劍的力量。它是來自M421的怪獸，弦人推測他是「在主人陷入危機時察覺並穿越蟲洞前來」，在劇中，布雷薩一見到法德蘭就採取了友好的態度，表明在他們的母星上，兩者之間建立了極為良好的共生關係。
身高：無法測量
體重：無法測量
登場話數：19
- 宇宙爆彈怪獸瓦拉隆（Vararon）

本劇最終登場的宇宙怪獸「第三波」，擁有比以往的怪獸還要強大的實力，能夠由四肢集中強力電流到頭頂發射，背角能使出電磁方陣，能從尾巴生出炸彈，其爆炸威力足以改變星球的軌道。在第24話中，當布雷薩將月球推回正常軌道時，這隻怪獸透過吸取布雷薩的能量後進化為第二型態。在這個型態下，瓦拉隆的頭部長出角，下顎伸出觸鬚，背角變得更長，同時手刀轉向前方，還能使出電磁拳，不僅攻擊力而且防禦力都得到了提升。並附著在月球的爆炸碎片開始朝向地球墜落。
飛往東京後，瓦拉隆開始對城市進行毀滅性的破壞，並在各處放置炸彈。並在最後受到布雷薩發射的「布雷薩光線」的攻擊下得以被擊敗。
身高：55公尺
體重：6萬6千噸
登場話數：23（結尾）、24、25
- V99

本劇最終登場的地外文明及宇宙艦隊群，及劇中一系列事件的關鍵存在。這也是GGF最重要的機密情報。土橋將此稱為「第四波」。
「V99」一詞為外星生命形式的代號，同時「V」也代表「訪客」一詞，1999年，V99的探測船出現在地球軌道附近，但被GGFJ誤認為「具有威脅性」的存在，而採取先發制人的攻擊行動並遭到擊落。飛船的殘骸則墜落到日本海附近，並被送往美國本部進行調查。
GGF高層將這個外星生物命名為「V99」後，開始對擊落事件及其周邊發生的事情進行隱瞞。其中一個重要的秘密便是在殘骸上所發現的超級技術。得知掌握了創造「蟲洞」的技術，同時部分技術也用於進行阿斯加隆的建造，蒼邊惠美的父親蒼邊樹在進行調查時，也得以發現殘骸中沒有發現任何武器或武器。同時也證實了V99從一開始就沒有入侵地球的意圖，而是在沒有武器的情況下尋找新的土地。在被誤認為是威脅後遭到攻擊，因而將地球視為威脅。自2023年開始，該文明開始派遣包括巴贊甲、奇波魯加和瓦拉隆，作為對地球進行反擊的防禦反應。
經過阿斯加隆的翻譯後得知艦隊無意襲擊地球後，惠美透過阿斯加隆向V99傳遞了「未來」這個詞時後V99的艦隊彷彿明白了地球的意圖，同樣的回應了「未來」後並從蟲洞中離開地球。弦人猜測該文明是想找尋新地點定居。
登場話數：25
地球怪獸
- 深海怪獸蓋德斯（Gedos）[29][14][27]

2023年5月11日，被通報出現在七丈島沖，來自深海的怪獸，被漁民們流傳稱為「海之魔物」，江戶時代中期的文獻曾記載他的存在，除吃光了近海魚類，還留下上陸吃光鎮上糧食的記錄。頂向有著前延伸的觸角，以及魚類般的鰭是這個水生怪獸的特徵，頭頂有著類似多指鞭冠鮟鱇的突起器官。眼睛是紅色輪廓的白眼，頸部還有鰓等特徵。
整體上就像是深海魚一樣，平常溫馴的待在深海，但飢餓時會跑到淺灘覓食。由於最近海洋污染的影響，它已經吞噬了淺水區的魚類，先後擊沉了多艘油輪、漁船、GGF潛艇等船隻。並在神奈川縣的先美灣上陸後，襲擊一家蒲鉾工廠並吃掉所有的蒲鉾。
身高：50公尺
體重：2萬噸
登場話數：2、17（亡靈體）
- 甲蟲怪獸塔加努拉（Taganulla）[30][14][27]

被通報出現於茨城縣沓波市的甲蟲怪獸，身體整體呈黃土色，徵是隨身可見的橄欖綠色斑點花紋，身體前面有著類似甲蟲的臉部，手臂上有著類似龜甲的鋒利且長的鐮刀的昆蟲怪獸。他能夠攝取新能源「碮能量」，且能從頭部發射高熱光線。
據推測，他就是接連襲擊世界各地大都市裡，清潔且安全的次世代能源碮存儲罐的罪魁禍首。在4月29日起的數周以來，它已經襲擊了德國、法國、英國、美國德克薩斯州的碮能量儲能設施，並在增加體長的同時前往日本，由於GGFJ仍在進行前兩次事件的後期處理，使得無法對塔加努拉一事進行海外處理。塔加努拉隨後襲擊沓波市的碮能量融合研究所和儲能設施。由於目前為止儲存的碮量已經達到了臨界點，如果不小心用槍械攻擊的話，就有發生大爆炸的危險，第23話得知原來塔迦努拉異常行為是因為感知地球危機而出自的生物本能反應在蓄力使用激光砲摧毀隕石。
身高：60公尺
體重：5萬噸
登場話數：3、16（幻象）、17（亡靈體）、23、劇場版
- 軟體怪獸雷維拉（Levira）[27]

被通報出現於橫濱市的怪獸，自3月16日起的數週內在日本各地出沒。這個怪獸有著暗淡的白色和黃色身體表面，頭部呈花瓣狀且沒有眼球，末端附有像黏菌一樣的無數球體，而其腳部具有軟體動物般柔軟扭曲的特徵。它通常呈四足爬行的姿勢，但有時也會用兩條腿站立。當受到攻擊時，它會變形並逃入河流或水路，同時具有高度的再生能力。唯一的對抗手段是大型化學企業「諾維奧公司」生產的新型殺菌劑FK1，但仍不足以完全擊敗這個怪獸。
雷維拉總是突然出現，並且已經確認了8次類似事件，然而其發生的源頭和襲擊理由至今仍不明。實際上，它是諾維奧公司透過GGF在2001年隕石事件中發現的地外生命，一種擁有再生能力和不定形生物細胞的生命體，經由人工裸海蝶合體造就的結果。每當雷維拉被FK1淋上時，便會變成液體狀態逃入地下，並本能地返回諾維奧總部的地下室，因此該公司保存著大量不同的雷維拉個體。然而，雷維拉逐漸產生抗藥性且逐漸免疫FK1的影響。並在最終於2023年6月7日被布雷薩和阿斯加隆成功殲滅。
身高：55公尺
體重：0至3萬噸
登場話數：4、17（亡靈體）
- 山怪獸土留牛（多爾戈）（Dorugo）[23]

一個存在超過千年的古老四足怪獸，看起來像一座山，一直居住在秋田縣市之字村的霧野山裡。根據古代文獻，他的存在能夠肥沃周圍的土壤並淨化水源，因而被視為地方的豐饒神。近期，由於GGF在當地進行新型磁軌砲的演習，導致土留牛的祠堂遭到拆除，在不知情的情況下在土留牛的背上安裝了磁軌砲，使土留牛逐漸甦醒。為此，杏梨的朋友瑞穗呼籲停止演習，稱地震是土留牛暴怒的預兆。然而在經過土地檢測後，GGF判斷該處應無生命跡象仍持續進行安裝。最後在山岳地帶進行演習時，土留牛則現身引起了大騷動。
根據另一個文獻記載，千年前曾有故人透過使用「地藏」外貌的御神體使土留牛沈睡。在核實將御神體插回祠堂遺址，能夠令土留牛再次沉睡的可行性後，則由杏梨和弦人負責進行運送任務，最終成功而令土留牛恢復大約1000年的冬眠狀態。
身高：69公尺
體重：6萬5千噸
登場話數：5
- 天弓怪獸虹蛇神（Nijikagachi）[23]

被通報出現於富士之樹海，隨著顛倒的彩虹一同出現的傳說怪獸，據說它能帶來恩澤的雨水，同時也能引發颱風，摧毀一切。
據信在古日本，虹蛇神就被人們崇拜和尊崇為將雨的賜福使者，但也被許多人視為毀滅的預兆，其憤怒可以摧毀一切。在四世紀，他曾利用自己的力量消滅了一個後來成為比土羅市的村莊，這些事件和儀式被記錄在隱藏在比土羅古墳中的壁畫中以及文獻，自幾個世紀以來，由於人們對傳統儀式日益冷漠，同時隨著怪獸災害的威脅，自20世紀70年代以來，這些儀式就不再舉行過。
2023年7月21日起，對人類幻想破滅的橫峰教授召喚了虹蛇神，希望利用虹蛇神的力量「重置」人類文明。彷彿預示著它的到來，日本各地出現了顛倒的「逆虹」，而七個熱帶氣旋在一週後開始橫掃日本列島，使得國家陷入災難。
7月23日，虹蛇神留在了比土羅市，攪動了大氣及海洋中的水蒸氣，將七個熱帶氣旋強化為超級颱風，與阿斯加隆Mod.2進行了戰鬥，最後則被布雷薩獲得的新技能「彩虹光環」將他的身體垂直劈成兩半，爆炸開來，化為一道彩虹光芒，隨著颱風蔓延而消失。不過，它的存在似乎並沒有完全被摧毀。
身高：60公尺
體重：4萬5千噸
登場話數：7、8、17（怨靈態）
- 熔鐵怪獸迪瑪加寶寶（Baby Demaaga）

被通報出現於山梨縣鬼涌谷的小怪獸，被認為是迪瑪加的幼體。這隻怪獸的體型幾乎與成年人一樣大，看起來像是迪瑪加的年輕版本。與成年迪瑪加相比，它有一些明顯的區別，例如頭頂的黃色部分較短且質感不同，頸背沒有刺，尾巴也較短，臉上則有一雙大大的眼睛。
由於一系列發生在山梨縣的地震，露出了迪瑪加寶寶的怪獸蛋。這一景象吸引了包括弦人一家的許多遊客前來參觀，GGF也對這個蛋進行調查，並自孵化後出現在眾人面前。在GGF人員處於高度戒備狀態下，他們向這隻怪獸發射了鎮靜劑，成功地將它捕獲。然而，這個小怪獸在痛苦中尖叫時，它的母體迪瑪加出現在鬼湧谷。迪瑪加寶寶因而被捕獲在電流束網中成為GGF火力密集攻擊母體迪瑪加的誘餌。最終在布雷薩的保護下，迪瑪加寶寶和迪瑪加被封印在地下深處。
身高：192公分
體重：900公斤
登場話數：10、25
- 熔鐵怪獸迪瑪加（Demaaga）

被通報出現於山梨縣鬼涌谷的怪獸。由於聽到了迪瑪加寶寶的尖叫聲，他便從山脈中出現襲擊了鬼湧谷。並竭力保護她的孩子以防止GGF的導彈攻擊。並展現出了壓倒阿斯加隆Mod.2的戰鬥力。在布雷薩的戰鬥中，在布雷薩的保護下，迪瑪加寶寶和迪瑪加被放置於光之繭封印在地下深處。
身高：50公尺
體重：5萬5千噸
登場話數：10、25
- 月光怪獸德爾坦達爾（Derutan Daru）

以超音速飛行穿梭於大氣層中的怪獸，被認為是近週世界各地頻繁出現未經確認的航空現象的幕後黑手。它的飛行速度可達到9馬赫。其飛行能力歸功於其翅膀尖端的小型發光器官。，它的主要武器是從胸部發射的月光彈，其衝擊波足以損壞附近房屋的窗戶，甚至導致了GGF巡邏機的擊落事件。腹部的發光器官就是光彈的發射口。GGF透過對一個郊區山上的土壤所發現的蜕皮確認的基因訊息，發現這個怪獸實際上是地球怪獸而非宇宙怪獸。
通常情況下，德爾坦達爾會隱匿在積雨雲中，當積雨雲消失後，它會尋找新的積雨雲並繼續前進。在被擊敗後，該怪獸代號記為德爾坦達爾F（Fighter），被稱為戰鬥機型。
2023年11月初，另一個個體出現在GGF磯竹基地附近的豆鳥岬東2500公里的海岸，它因為GGF在此海域進行電磁波裝置實驗而甦醒，並以極快的速度朝向本州飛去。其體型大約是之前被布雷薩摧毀的F的六倍，雖然身體大小不同，但形狀相似，而且飛行速度比之前的要快9馬赫。GGF將其代號冠為德爾坦達爾B（Fighter），被歸類為轟炸機型。
身高：45公尺（F）、300公尺（B)
體重：1萬4千噸（F)、84,000噸（B)
登場話數：14（F）、17（亡靈體）、21（B)、23、25
- 二次元怪獸卡瓦頓（Gavadon）

被通報出現美多摩市中央大街，由弦人的兒子小純和孩子們所畫的怪獸繪畫在沐浴在未知的宇宙射線下，與太陽光線融合在一起的實體化怪獸。儘管並無威脅且殺傷力，但光是睡覺就會阻礙交通樞紐，因而威脅到市民生活。
身高：40公分至30公尺
體重：40公斤至2萬噸
登場話數：15
- 幻視怪獸莫古瓊（Mogūjon）

2023年9月26日，被通報出現在藤垣市郊外的開發現場，棲息於地底的怪獸，當地下的食物供應匱乏時，它會浮出地表以捕食來維持生存。這種怪獸有著出色的潛伏能力，常常悄然接近其他野生動物和家畜，然後發動突襲。除了其強大的狩獵技能外，莫古瓊還能夠發射特殊的光線，偷過兩掌的發光器，讓敵人陷入恐怖的幻覺以增加其狩獵成功的機會。當獵物驚慌時，它會伸出舌頭進行攻擊。
身高：54公尺
體重：5萬9千噸
登場話數：16
- 地底甲獸茲古剛（Zugugan）

被通報出現於山梨縣中星町，能口吐粘液封住對手行動的昆蟲型巨大生物，能夠口吐黏液封住對手行動。它的身體覆蓋著骨頭般的白色外骨骼，頭部排列著多個看似複眼的藍白色發光體，而頭部底部的外殼則具有像紅色鰭的特徵。能夠發出不可思議的蟲聲，以襲擊人類，同時也能利用這種蟲聲發起警報並呼朋引伴。
它以地下的氮為主要食物來源，將地下的氮全部消滅，從而導致植物枯萎。儘管原本生活在地下深處，為了尋找更肥沃的土壤而出現在地表附近。呼出的硬化黏液中含有從它攝入的氮氣中衍生出來的氨，如果接觸到它，黏液會立即凝固在空氣中，使其無法移動。
茲古剛有幼年和成年兩個階段，幼年時體型類似成年男性，但成年時的體型則大得多，達到了50公尺長。幼年時的主眼雖未發光，但卻散發淡白色的光芒，並擁有類似螳螂的鐮刀狀前腿。而成年時則具有不祥的蜘蛛狀複眼和下顎，以及兩條行走腿和雙臂上的鋒利鐮刀狀爪子。此外，後腦勺的翅膀狀部分還長出頭髻狀觸手。
身高1.67公尺（幼體）、50公尺（成體）
體重：1噸（幼體）、3萬噸（成體）
登場話數：20、25（幼體）、劇場版
- 骷髏怪獸紅王II（Red King II）

2023年12月13日，被通報出現於日本阿爾卑斯的怪獸，它被認定為「第二代」，因為它的特徵與之前出現在小笠原群岛塔塔里島的另一個個體的特徵相匹配。其個相當暴躁，在和齊卡斯激戰後將之打倒，與其建立了主僕關係。
身高：45公尺
體重：2萬噸
登場話數：22
- 冷凍怪獸齊卡斯（Guigass）

被通報出現於日本阿爾卑斯的雪人怪獸，在雪山中敗給紅王後，變成紅王的手下。其脾氣暴躁，除了擁有超人的力量進行攻擊之外，還從口中散發出強大的冰凍射線。被冰凍射線擊中的阿斯加隆全身都被凍結，無法行動。
身高：40公尺
體重：1萬5千噸
登場話數：22
宇宙人
- 加南星人（Alien Cannan）

聲優：竹內絢子（日本）、張茜雯（台灣）
來自加南星的宇宙人，在無數次戰爭導致加南星無法居住之後，一隻名叫哈比（ハービー）的加南星人試圖侵略地球。並在搭檔羅比（ロビー）的加入下，選擇袖浦市的風力發電所的中央塔作為基地，並計劃利用極光光束技術，讓地球上所有的機器都對抗人類，從而接管地球，該技術擁有喚醒並操縱所有機器中存在的強烈負面情緒。由於將SKaRD視為威脅，調查後偶然發現了阿斯加隆的存在，並在與土留午的戰鬥中抓住機會對使用了極光光束。
隨後，他們將目光鎖定了SKaRD的成員泰信，並向他發出了加入團隊的邀請，泰信拒絕了這個提議，因此在返回基地後則繼續實施他們的入侵計劃，在戰鬥後，隨著局勢的轉變，羅比被泰信擊敗並消散，哈比則試圖乘坐飛船逃跑，但他的飛船很快就被布雷薩消滅了。
身高：1.8公尺
體重：62公斤
登場話數：6、16（幻象）
- 蟬人（Cicada Human）

外貌類似蟬的宇宙人，他們派遣同伴前往銀河系各處的星球，召喚出嘎拉蒙並儘力進行侵略和破壞。然而在1963年，四名前來地球的蟬人與「音樂」相遇後愛上了音樂。他們開始以「半職業音樂家」的身份在地球上演奏音樂。
然而，隨著60年的時間過去，嘎拉蒙再次來襲。這一次，他們在演奏中隱藏了奇怪的音波，以遠程控制嘎拉蒙，儘管他們本身並沒有戰鬥能力。
有關樂隊Ensemble Q的四名成員，詳見超人力霸王布雷薩角色列表。
身高：1.8公尺
體重：150公斤
登場話數：9
- 贊基爾（Zangiru）

手臂戴著鋒利刀片的宇宙武士。負有將彷徨的怪獸之魂斬下成佛的使命，它能夠從人類的大小變化到50公尺的巨大體型，還可以變形為人類形態。其中，他擅以敏捷的動作將敵人斬成碎片。其右手的劍鋒厚實而鋒利，彷彿古劍一般。在胸口位置擁有一個發光器官，然其具體用途尚不得而知。
有關該角色的背景設定，詳見超人力霸王布雷薩角色列表。
身高：54公尺
體重：54000噸
登場話數：17

## 主要演員名單
由於作品的準備時間緊迫，在選擇演員機制與以往不同，並沒有進行廣泛的招募試鏡。而是採用了一種更像面試而不是傳統意義上的試鏡的方式，事先確定一些候選人。
主演
- 比留間弦人 - 蕨野友也[31]
- 蒼邊惠美 - 搗宮姫奈[31]
- 美南杏梨 - 内藤好美（日语：内藤好美）[31] (2-）
- 坂藤泰信 - 梶原颯（日语：梶原颯）[31] (2-）
- 名倉輝明 - 伊藤祐輝（日语：伊藤祐輝）[31]

常設
- 榛野烈 - 加藤雅也（日语：加藤雅也）[31] (2、10-12、14、18-19、23-25）
- 比留間聰子 - 岡野真也（日语：岡野真也） (3、10、15、18、24-25）
- 比留間純 - 岩川晴（日语：岩川晴） (3、10、15、18、24-25）
- 土橋祐 - 寺田農 (14、18-19、24-25）

其他
- 磯崎 - 仁科貴（日语：仁科貴） (1)
- 小松原 - 鹽顕治（日语：鹽顕治） (1、12、14)
- 清島平玲子 - 北村真麻（日语：北村まあさ） (1/SP1）
- 守口 - 北野秀氣 (1、12)
- 室田 - 養田和裕 (1、12)
- 如月 - 西泰平　(1)
- 特機團隊員 (1)
  - 赤妻洋貴
  - 池田朋弘
  - 牧野尊
  - 大迫一吹
  - 成瀬拓巳
  - 渡邊聖
- 船長 - 久保酎吉（日语：久保酎吉） (2)
- 漁師A - 拿坡里(アイロンヘッド) (2)
- 漁師B - 辻井亮平(アイロンヘッド) (2)
- 整備員 - 關根雄人 (2)
- 運輸飛行員 - 林諒一  (2)
- 咖啡店店員 - 桜井つぐみ (2)
- 大川翔太郎 - 關智一 (3)
- 警備員·佐藤 - 佐戸良丞 (3)
- 警備員·加村 - 橘蓮夏 (3)
- 警備員·岡崎 - 奥江明生 (3)
- 曾根崎浩 - 辻本一樹（日语：辻本一樹）  (4・13・17)
- 曾根崎浩的部下A - 力丸佳大（日语：力丸佳大） (4)
- 曾根崎浩的部下B - 齊藤辰馬 (4)
- 佐藤水穗 - 山田朝華 (5)
- 平野 - 伊藤慶德（日语：伊藤慶徳） (5、12)
- 美南杏梨（少女時代） - 藤山千恵梨 (5)
- 瑞穗（少女時代） - 高取青依良 (5)
- GGF隊員 - 宗像輝人 (5)
- 寺嶋三郎太 - 火野蜂三（日语：火野蜂三） (SP1)
- 二本松拓馬 - 優太（日语：本間優太） (SP1)
- 車輛裡的男子 - 吉川裕斗 (6)
- 車輛裡的女子 - 松本琉李 (6)
- 横峰萬象 - 佐藤貢三（日语：佐藤貢三） (7-8)
- 横峰的祖母 - 三谷侑未（日语：三谷侑未） (7)
- 横峰萬象（少年時代） - 藤井健 (7)
- 村民A - 美和優輝 (7)
- 村民B - 淺羽義彥 (7)
- 筑士芳一 - 東儀秀樹 (9)
- 黑岩千 - 東儀典親 (9)
- 新瀨三智 - 白須今 (9)
- 日暮奏：堤博明（日语：堤博明） (9)
- GGF操作員A - 諸喜田智也 (10)、大山龍一 (11-12)、安保匠 (23-25)
- GGF操作員B - 池田惠子 (10)、宮森右京 (11-12)、芳川葵司（日语：芳川つかさ） (23-25)
- GGF怪獣卵處理隊員 - 渡邊聖 (10)
- 警官A - 塚越洋 (10)
- 警官B - 真野直樹 (10)
- GGF防衛隊員A - 南雲聖廣 (10、12)
- GGF防衛隊員B - 西沢匡亮 (10)
- 電視節目的嬰兒 - 越海智 (10)
- 源川稔 - 川野太郎（日语：川野太郎） (11-12、23-25)
- 特殊部隊員 (12)
  - 成瀬拓巳
  - 與島瑠晟
  - 竹脇爽
- 學生 (12)
  - 松坂亞美
  - 北澤萌愛
  - 司馬修己
- 黑衣人A - 寺井大介（日语：寺井大介） (14、18、19、24-25)
- 鬍鬚 - 諏訪太朗（日语：諏訪太朗） (15)
- 新太 - 武井·達馬塞諾·瑠珂 (15)
- 紬 - 岩上希音 (15)
- 蓮 - 佐藤遙燈（日语：佐藤遙灯） (15)
- 溫斗 - 奥出陽大 (15)
- 鄰居的孩子 - 山田大翔 (15)
- TKB記者 - 齊藤遙 (15)、大村惠子 (24)
- 蓮的朋友 - 井上高宏、吉田順、新井啓介 (15)
- 鄰居的孩子們 - 山根一瑚、田中怜奈、長内文都、中濱壯亮 (15)
- 行人 - 青山真利子、中野杏莉 (15)
- 內野隆 - 内野惣次郎 (15)
- 江島明里護士 - 江藤萌生 (16)
- 贊基爾 - 唐橋充（日语：唐橋充） (17)
- 咖啡店的女主人 - 服部妙子（日语：服部妙子） (17)
- 看熱鬧的人 - 西隼人 (17)
- 西崎勉 - 永倉大輔（日语：永倉大輔） (18-19)
- 金森 - 高橋麻琴（日语：高橋麻琴） (18)
- GGF雷射砲成員 - 國重光司 (18)
- 行人 - 美和優輝、沼田穣 (18)
- 小純的朋友 - 内藤靖 (18)
- 蒼邊樹 - 渡部遼介（日语：渡部遼介） (19)
- GGF指揮官 - 越村友一（日语：越村友一） (19)
- 龍輝 (19)
- 佐藤太助 (19)
- 名倉將吾 - 野添義弘（日语：野添義弘） (19)
- 名倉正明 - 柾賢志（日语：柾賢志） (20)
- 鎮民 - もろいくや(20)
- 鈴木哲男 - 金井勇太（日语：金井勇太） (22)
- 田中道子 - 山口果林（日语：山口果林） (22)
- 相川龍司 - 山岸綾佑(22)
- 木村勝 - 岡田謙 (22)
- 岡村武史 - 和田亮太 (22)
- CM女演員 - 愛理 (22)
- 及川光宙 - 中山卓也（日语：中山卓也_(俳優)）（23）
- 大河原 - 花前浩一（日语：花ヶ前浩一） (23)
- 岡村 - 塩塚晃平（日语：しおつかこうへい） (23)
- 参謀 - 三原哲郎 (23-25)
- 宇宙擔當官A - 木全隆浩 (24-25)
- 宇宙擔當官B - 横瀬智也 (24-25)

聲演
- 超人力霸王Blazar - 岩田榮慶（日语：岩田栄慶）
- 旁白 - 吉本元喜（日语：吉本元喜）
- 航空部隊尤利西斯01 - 安保匠 (1)
- 航空部隊指揮官：塩塚晃平（日语：しおつかこうへい） (3)
- 加南星人哈比·羅比 - 竹内絢子 (6)
- TKB主播 - 天海祐子 (10)
- 阿斯加隆AI系統「EGOISS」：石田彰（16-）
- 電腦生物PAG：中澤匡智（SP2）
- 深海怪獸咕噜君：堀江瞬（SP2）
- 幻視怪獸魔古喬醬：小原好美（SP2）
- 神田總監 - タモリセイオン (21)

戲服演員
- 超人力霸王Blazar - 岩田榮慶（日语：岩田栄慶）
- 阿斯加隆 - 石川真之介（日语：石川真之介）
- 巴贊加 (1)、土留牛 (5) 、卡瓦頓（15）、茲古剛 (20)、紅王（22）- 新井宏幸（日语：新井宏幸）
- 巴贊加 (1)、加南星人哈比 (6) 、贊基爾 (17) - 岡部暁（日语：岡部暁）
- 蓋德斯 (2)、雷維拉 (4) 、虹蛇神（7-8、17）、迪瑪加/迪瑪加寶寶（10）、齊卡斯（22）- 梶川賢司（日语：梶川賢司）
- 塔加努拉 (3)、奇波魯加 (11-12)、伊陸葛 (18-19) - 高橋舜
- 加南星人羅比 (6)、德爾坦達爾 (14、21) - 永地悠斗（日语：永地悠斗）
- 嘎拉蒙 (9) - 關谷美羽
- 瓦拉隆(23-25) - 桑原義樹（日语：桑原義樹）
- 劇中CM怪獣(22) - 矢倉翔太

## 播放列表
以下時間以當地時間（日本時間）為準
| 日本/中国大陆首播 | 香港首播 ViuTV台灣首播 MOMO親子台 | 集數         | 標題漢譯                       | 登場怪獸・宇宙人 | 編劇       | 導演     |
| ----------------- | --------------------------------- | ------------ | ------------------------------ | --- | ---------- | -------- |
| 2023/07/01        | -                                 | 特別篇       | 超人布雷薩開播前特別篇         | - | -          |          |
| 2023/07/08        | 2023/07/152023/07/16              | 1            |                                | - 宇宙甲殼怪獸巴贊加 | 小柳啓伍   | 田口清隆 |
| 2023/07/15        | 2023/07/222023/07/23              | 2            |                                | - 深海怪獸蓋德斯 | 小柳啓伍   | 田口清隆 |
| 2023/07/22        | 2023/07/292023/07/30              | 3            | 其名為阿斯加隆                 | - 甲蟲怪獸塔加努拉 | 小柳啓伍   | 田口清隆 |
| 2023/07/29        | 2023/08/052023/08/06              | 4            |                                | - 軟體怪獸雷維拉 | 繼田淳     | 辻本貴則 |
| 2023/08/05        | 2023/08/122023/08/13              | 5            |                                | - 山怪獸土留牛 | 繼田淳     | 辻本貴則 |
| 2023/08/12        | 2023/08/192023/08/20              | 特別篇(SR)   | 特別報導！追查巨大生物的真面目 | - 第1話至第5話登場的怪獸 | 足木淳一郎 | 村上裕介 |
| 2023/08/19        | 2023/08/262023/08/27              | 6            |                                | - 極光怪人加南星人 | 繼田淳     | 辻本貴則 |
| 2023/08/26        | 2023/09/022023/09/03              | 7            |                                | - 天弓怪獸虹蛇神 | 山崎太基   | 中川和博 |
| 2023/09/02        | 2023/09/092023/09/10              | 8            |                                | - 天弓怪獸虹蛇神 | 山崎太基   | 中川和博 |
| 2023/09/09        | 2023/09/162023/09/17              | 9            |                                | - 隕石怪獸嘎拉蒙 - 蟬人 | 植竹須美男 | 越知靖   |
| 2023/09/16        | 2023/09/232023/09/24              | 10           |                                | - 熔鐵怪獸迪瑪加 - 熔鐵怪獸迪瑪加寶寶 | 植竹須美男 | 越知靖   |
| 2023/09/23        | 2023/09/302023/10/01              | 11           |                                | - 宇宙電磁怪獸奇波魯加 | 足木淳一郎 | 武居正能 |
| 2023/09/30        | 2023/10/072023/10/08              | 12           |                                | - 宇宙電磁怪獸奇波魯加 | 足木淳一郎 | 武居正能 |
| 2023/10/07        | 2023/10/142023/10/15              | 13           |                                | - 第1話至第12話登場的怪獸 | 足木淳一郎 | 宮崎龍太 |
| 2023/10/14        | 2023/10/212023/10/22              | 14           |                                | - 月光怪獸德爾坦達爾F | 小柳啓伍   | 田口清隆 |
| 2023/10/21        | 2023/10/282023/10/29              | 15           |                                | - 二次元怪獸卡瓦頓 | 中野貴雄   | 田口清隆 |
| 2023/10/28        | 2023/11/042023/11/05              | 16           | 來自地底的恐怖                 | - 幻視怪獸莫古瓊 | 繼田淳     | 辻本貴則 |
| 2023/11/04        | 2023/11/112023/11/12              | 特別篇2(SR2) |                                | - 電腦生物PAG - 深海怪獸蓋德斯君 - 幻視怪獸莫古瓊醬 | 足木淳一郎 | 清洲昇吾 |
| 2023/11/11        | 2023/11/182023/11/19              | 17           |                                | - 宇宙武士 - 天弓怪獸虹蛇神（怨靈態） - 宇宙甲殼怪獸巴贊加（亡靈體） - 深海怪獸蓋德斯（亡靈體） - 甲蟲怪獸塔加努拉（亡靈體） - 軟體怪獸雷維拉（亡靈體） - 月光怪獸德爾坦達爾（亡靈體） - 宇宙劍豪扎姆夏（回想） | 繼田淳     | 辻本貴則 |
| 2023/11/18        | 2023/11/252023/11/26              | 18           |                                | - 污染獸伊陸葛 - 宇宙污染超獸強殖奇波魯加(第19話) - 炎龍怪獸法德蘭(第19話) | 繼田淳     | 越知靖   |
| 2023/11/25        | 2023/12/022023/12/03              | 19           |                                | - 污染獸伊陸葛 - 宇宙污染超獸強殖奇波魯加(第19話) - 炎龍怪獸法德蘭(第19話) | 繼田淳     | 越知靖   |
| 2023/12/02        | 2023/12/092023/12/10              | 20           | 蟲鳴之夜                       | - 地底甲獸茲古剛 | 根元歳三   | 武居正能 |
| 2023/12/09        | 2023/12/162023/12/17              | 21           | 天空的激戰                     | - 月光怪獸德爾坦達爾B | 根元歳三   | 武居正能 |
| 無播映            | 2024/01/04（印尼）                | 番外篇       | 怪獸捕獲作戰                   | - 三面怪人 達達星人 | 足木淳一郎 | 村上裕介 |
| 無播映            | 2023/12/30（香港、泰國）          | 番外篇       | 地球入侵計劃                   | - 宇宙帝王巴德星人 - 匹特星人 - 宇宙人必特 | 足木淳一郎 | 村上裕介 |
| 2023/12/16        | 2023/12/232023/12/24              | 22           | 損保英雄                       | - 骷髏怪獸紅王 - 冷凍怪獸齊卡斯 | 足木淳一郎 | 中川和博 |
| 2023/12/23        | 2024/01/062023/12/31              | 23           | 來訪者99                       | - 甲蟲怪獸塔加努拉 - 月光怪獸德爾坦達爾 - 宇宙爆彈怪獸瓦拉隆 | 小柳啓伍   | 中川和博 |
| 2024/01/06        | 2024/01/132024/01/07              | 特別篇3(SR3) | 巴哥的超人講談                 | - 電腦生物PAG | 足木淳一郎 | 清洲昇吾 |
| 2024/01/13        | 2024/01/202024/01/14              | 24           | 第三波接近來襲                 | - 宇宙爆彈怪獸瓦拉隆/瓦拉隆II - 月光怪獸德爾坦達爾B - 熔鐵怪獸迪瑪加 - 熔鐵怪獸迪瑪加寶寶 - 地底甲獸茲古剛(幼體) - V99宇宙艦隊                                                                                  | 小柳啓伍   | 田口清隆 |
| 2024/01/20        | 2024/01/272024/01/21              | 25 (最終話)  | 擁抱地球的人們                 | - 宇宙爆彈怪獸瓦拉隆/瓦拉隆II - 月光怪獸德爾坦達爾B - 熔鐵怪獸迪瑪加 - 熔鐵怪獸迪瑪加寶寶 - 地底甲獸茲古剛(幼體) - V99宇宙艦隊                                                                                  | 小柳啓伍   | 田口清隆 |

## 製作團隊
- 監修 - 塚越隆行
- 製作統括 - 永竹正幸
- 製作 - 隠田雅浩
- 企劃 - 黒澤桂、大矢陽久、田中快、佐佐木新、黑田學
- 總製作人 - 北浦嗣巳（日语：北浦嗣巳）
- 製作人 - 村山知之・大石淳子（東京電視台）、嵯峨隼人
- 主導演 - 田口清隆
- 導演 - 辻本貴則（日语：辻本貴則）、中川和博、越知靖、武居正能（日语：武居正能）、宮崎龍太[32]
- 劇本統籌 - 田口清隆、小柳啓伍
- 編劇 - 繼田淳、山崎太基、植竹須美男、足木淳一郎、中野貴雄（日语：中野貴雄）、根元歳三（日语：根元歳三）
- 撮影 - 村川聰
- 照明 - 小笠原篤志
- 美術 - 稲付正人
- 錄音 - 星一郎
- 操演 - 根岸泉、渋谷康子
- 編輯 - 矢船陽介
- 拋桿 - 島田和正
- 助導演 - 越知靖
- 特攝助導演 - 內田直之
- 行動協調員 - 寺井大介（日语：寺井大介）
- 視覺效果 - 三輪智章
- VFX特效協調員 - 豐直康
- 特殊造形 - 亀田義郎、原規弘
- 角色設計 - 後藤正行
- 設定監修 - 渋谷浩康
- 角色維護 - 宮川秀男、花谷充泰
- 標題、剪影、標誌設計 - 井野元大輔
- 怪獸設計 - 楠健吾
- 防衛隊監修 - 越康廣
- 背景 - 妹尾太郎
- 装飾 - 大藤邦康
- 衣裳 - 小木田浩次
- 化妝 - 梶 清恵
- 部隊裝備統括 - 武富洸斗
- 分鏡版 - なかの陽
- 戲服演員支持 - 大野まゆみ
- 防衛隊指導 - 松田じゅん 、長谷部浩幸
- 地學監修 - 芝原暁彦（日语：芝原暁彦）
- 天文用語指導 - 磯部直樹
- 助手 - 宮崎龍太、鈴木農史、佐藤音二郎、樋口大樹
- 監督助手應援 - 奥野竜也
- 攝影助手 - 末吉真、安藤昇児、菅原滉太郎、難波祐太
- 攝影應援 - 吉田朔
- 照明助手 - 斎藤順、今村志帆乃、鹿森大輝
- 照明應援 - 溝健二、山﨑豊
- 錄音助手 - 大前亮、猪股滉樹
- 裝飾助手 - 二橋京也
- 美術助手 - 櫻井南海子、中原佑典、高橋一、植原月美 鈴木優太、宮田達成、宮原陸
- 操演助手 - 上田健一、秀平良忠、佐藤康平
- 髮型和化妝助理 - 桑原里奈
- 製作擔當 - 蜂谷元浩
- 製作主任 - 鎌田賢一
- 製作進行 - 松沢蓮
- 衛生擔當 - 角田勇樹
- 製作應援 - 山内寛野、朝日一美、佐野悠人
- 車輛 - 越智誠志、平木國士、田邊浩
- 造形 - 日比野誠、芳賀剛、小柳佑太、釜下由佳、長井千都世、品田冬樹、菊地留以、小林靖博、佐藤廣太、市川さくら
- 造形電飾 - 小島巧、岩田敬一
- VFX特效複合、渡邊亮太、上田茂、勝又拓海、青井泰輔、唐澤玲央、大谷喜朋、大畑智也、吉澤一久、林潔、田邊正章、神林憲和、島田友晴、小林敬裕、佐佐木良太、内山涼香、千葉英樹、中島遼太
- 調色師 - 山下淳、目良卓也
- 在線編輯 - 金高明宏
- 音響效果 - 古谷友二
- 凝聲音效 - 佐佐木美行、有銘優佳、静岡佑紀
- 選曲 - 鈴木潤一郎
- 整音 - 森田祐一
- 整音製作人 - 萬年沙織
- 編集助手 - 森津永、稲葉五大、柏倉幹
- 整理進度 - 中村圭佑、江崎徹志
- 鋼 - 橋本賢司、制野善彦
- 幕後花絮 - 遠藤大介
- 支持應援 - 渡邊聰
- IP推進 - 麻生智義
- MD擔當 - 釜下和之
- 影像片段 - 藤瀬理香子
- 製作協力 - 笠松侑司
- 廣報宣傳 - 福川智子
- 數位宣傳 - 岩下清也
- 番宣 - 塩塚優香 (東京電視台)
- 製作台 - 橋本愛子
- 助理製片人 - 松田寛子、德田聖人
- 產品經理 - 太谷公亮
- 音樂 - TECHNOBOYS PULCRAFT GREEN-FUND （石川智久、藤村亨、松井洋平（日语：松井洋平））
- 音樂製作 - Lantis
- 音樂製作人 - 手塚祐貴
- 音樂協力 - 東京電視臺音樂
- 額外合作 - FIDES
- 超人力霸王Blazar製作委員会
- 製作 - 圓谷製作、東京電視台、電通

## 樂曲

### 片頭曲
「僕らのスペクトラ 」
- 演唱：北谷洋 / 作詞：シト（日语：シト） / 作曲、編曲：尾澤拓實（日语：尾澤拓実） （from ReReGRAPHICS）[33]

### 片尾曲
「BLACK STAR」（1-8, 10-13話）
- 演唱：MindaRyn（英语：MindaRyn） / 作詞、作曲：SACHIKO／作曲・編曲：小山壽

「Brave 」（14-25話）
- 演唱：TECHNOBOYS PULCRAFT GREEN-FUND feat.MindaRyn（英语：MindaRyn） / 作詞、作曲、編曲：TECHNOBOYS PULCRAFT GREEN-FUND

### 插入曲
『超異象之謎』主題曲（第9話使用）
- 作曲 - 宫内国郎 / 編曲 - 東儀秀樹

「風の出逢い」（風的相遇、第9話使用）
- 作曲 - 東儀秀樹

「チルソナイト創世記」（齊爾索尼亞創世紀、第9話使用）
- 作曲 - 東儀秀樹

插入曲演奏
- 大提琴 - 部貴圭
- 小提琴 - 真部裕
- 低音提琴 - 赤池光治
- 鋼琴 - 東儀秀樹

「IGNITION」 (第18話使用)
- 作詞 - シト（from ReReGRAPHICS） / 編曲 - 尾澤拓實（from ReReGRAPHICS） / 歌・作曲 - 北谷洋

「Strong Ray」 (第25話使用)
作曲・編曲 - TECHNOBOYS PULCRAFT GREEN-FUND

### 海外樂曲
「全力以赴」（中国大陆片頭曲）
- 演唱：黄渤、毛华锋/作词：王燕冰/作曲：刘佳/编曲：张星/制作人：刘佳

「守护之光」（中国大陆片尾曲）（1-8, 10-24話）
- 歌手：毛华锋/作词：赵佳霖、李天鹏/作曲：赵佳霖:编曲：洪川/制作人：赵佳霖

## 其他相關媒體

### 電影
《超人力霸王布雷薩 THE MOVIE：大怪獸東京決戰》（日语：ウルトラマンブレーザー THE MOVIE 大怪獣首都激突）為《超人力霸王布雷薩》的劇場版電影。2024年2月23日於日本上映。
故事大綱
在一個工業區域，怪獣們紛紛現身！？由弦人隊長率領的特殊怪獸應對分遣隊SKaRD迎擊，但即使擊敗了怪獣，新的怪獸仍然接連襲來。SKaRD認為這個區域的先進化學企業「Necromas Corporation」，在進行怪獣殘骸處理和研究，可能與此有關，於是急忙前往該公司的最高執行負責人、世界頂尖化學研究者之一的真伏博士在Necromas的研究所，並得知他們正在開發一種與生命根本有關的「不老不死」物質，名為「達莫辛」，並且即將完成。
就在這時，突然出現一位自稱為「宇宙的統治者」的謎之「丹諾星人（ダムノー星人）」！並從被控制的導彈摧毀建築物中流出的「達莫辛」吞噬研究所的樣本，恐怖而巨大的「貢吉爾甘」誕生了。此時，在日本首都，超人力霸王布雷薩＆SKaRD將與大怪獸展開激烈的對決！
演員
- 比留間弦人 - 蕨野友也
- 蒼邊惠美 - 搗宮姫奈
- 美南杏梨 -  内藤好美（日语：内藤好美）
- 名倉輝明 - 伊藤祐輝（日语：伊藤祐輝）
- 坂藤泰信 - 梶原颯（日语：梶原颯）
- 比留間聰子 - 岡野真也（日语：岡野真也）
- 比留間純 - 岩川晴（日语：岩川晴）
- 真伏一郎 - 飯田基祐（日语：飯田基祐）
- 真伏祐樹 - 森島律斗
- 仁藤 - 田中美央（聲優）（日语：田中美央）
- 須藤 - 八重澤仁美
- 豪田 - 土方鐵（日语：土方鉄_(俳優)）
- TKB記者 - 武田祐子（日语：武田祐子）
- 真伏凉子 - 宮崎真子
- 吉岡優奈 - 天崎愉梨
- 真伏祐樹（6歲） - 宮崎太真
- 阿斯加隆 - 石田彰

戲服演員
- 超人力霸王布雷薩 - 岩田榮慶（日语：岩田栄慶）
- 阿斯加隆 - 石川真之介（日语：石川真之介）
- 貢吉爾甘 - 梶川賢司
- 茲古剛 - 新井宏幸
- 塔加努拉 - 高橋舜
- 丹諾星人 - 關谷美羽
- 桑原義樹
- 岡部暁
- 矢崎大貴
- 福島弘之
- 飯島幸太
- 矢倉翔太
- 平田一貫

劇組團隊
- 監修 - 塚越隆行
- 總製作人 - 北浦嗣巳
- 製作人 - 村山知之
- 監督 - 田口清隆
- 脚本 - 中野貴雄
- 攝影 - 村川聰
- 照明 - 小笠原篤志
- 美術 - 稲付正人
- 錄音 - 星一郎
- 視覺效果 - 三輪智章
- 拋桿 - 島田和正
- 行動協調員 - 寺井大介
- 角色設計 - 後藤正行
- 腳本協力 - 小柳啓伍
- 製作 - 圓谷製作

插入曲
「僕らのスペクトラ 」
- 演唱：北谷洋 / 作詞：シト（日语：シト） / 作曲、編曲：尾澤拓實（日语：尾澤拓実） （from ReReGRAPHICS）

片尾曲
「星と獣 」
- 演唱：北谷洋 / 作詞：シト（日语：シト） / 作曲、編曲：尾澤拓實（日语：尾澤拓実） （from ReReGRAPHICS）/ 合唱：MindaRyn（日语：MindaRyn）

製作
早在製作劇場版的初期，就已經做出了一個決定：「不會在電視劇的最後一集中揭示弦人的身份」。這是為了讓電影有足夠的故事內容，並且超越電視劇的第一集。因此，特意選擇了在電影中摧毀現實中著名的建築物國會議事堂。在準備階段，田口和小柳一直在推敲電視劇的最終劇本，田口認為如果繼續這樣下去，情況將會很糟糕，因此則由中野貴雄被委託撰寫了電影版劇本。最初提出了關於來自宇宙的入侵者計劃的想法。
在考察電視劇的外景地時，發現了一個擁有許多儲罐的設施。 使得田口考慮《布雷薩》的界應觀該存在著回收和儲存怪獸碎片的地方，如果在那裡發生了事故，情況將會非常糟糕。通常情況下，如果要讓其他的超人力霸王作為來賓客串，但這樣至少要花三分之一的篇幅來解釋這個超人力霸王出現的原因。雖然最近登場的英雄超人力霸王德卡可能是一個選擇，但《德卡》和《布雷薩》的世界觀從一開始就不同，而這部電影本身將變成關於《德卡》為主題的故事。 不過，由於最初在《布雷薩》中就已經同意要引入一個新的世界觀與超人力霸王，所以在電影版進入開發的時候，因此在製作劇場版時並沒有涉及到這方面的討論。
此外，還有一種方法是探索《布雷薩》本身的謎團，這在電視系列中沒有被揭示。但由於會有第一次看到《布雷薩》的觀眾，因此決定把電影變成一部足以單獨享受的娛樂電影，而不是深挖只有看了電視影集才能理解的事情。
聲優劇
《超人力霸王布雷薩 THE MOVIE：特別語音劇 首都直下擊滅作戰》是從電影入場觀眾特典『布雷薩之石劇場限定版』內封的二維碼中，可觀看在TSUBURAYA IMAGINATION上播放的語音劇情。使用期限為從2024年2月23日至2027年2月22日，從同年3月1日開始，後篇「SKaRD的燻烤之夜」將以付費方式提供。
主演
- 蕨野友也
- 搗宮姫奈
- 内藤好美（日语：内藤好美）
- 伊藤祐輝（日语：伊藤祐輝）
- 梶原颯（日语：梶原颯）
- 石田彰

### 衍生劇
《SKaRD休息室》（SKaRD休憩室）
以SKaRD三名成員為主題的迷你劇集作為2024年2月28日發行的「超人力霸王布雷薩 Blu-ray BOX II」的特典作品獨家發行，監督由田口清隆擔任，編劇則由中野貴雄擔任，全五話。
演員
- 美南杏梨 -  内藤好美（日语：内藤好美）
- 名倉輝明 - 伊藤祐輝（日语：伊藤祐輝）
- 坂藤泰信 - 梶原颯（日语：梶原颯）

劇組團隊
- 監督 - 田口清隆
- 脚本 - 中野貴雄
- 製作 - 圓谷製作

| 集數  | 標題                                                  |
| ----- | ----------------------------------------------------- |
| 第1話 | 這體操由我來做（この体操は俺がやる）                  |
| 第2話 | 中途半端SOS                                           |
| 第3話 | SKaRD之母就像是太陽一樣（スカードの母は太陽のように） |
| 第4話 | 舞台恐怖症 突破吧！（舞台恐怖症 突破せよ!）           |
| 第5話 | 驚喜0號指令（サプライズ0指令）                        |

超級情報部 / 弦人的報告
於YouTube官方頻道自2023年7月5日開始播放的短片動畫。
弦人的解說「電光変身 DX布雷薩手環」變身導覽。
於YouTube官方《萬代》頻道於2023年7月4日播放的變身教學影片。
輝明老師的「布雷薩怪獸學院」（テルアキ先生の「ブレーザーかいじゅうアカデミー」）
由副隊長輝明擔任主持的怪獸解說影片，於YouTube官方頻道自2023年11月5日開始播放。也有針對每隻怪獸分別製作的怪獸特定版本。
| 集數 | 介紹怪獸                                                | 發行日期       |
| ---- | ------------------------------------------------------- | -------------- |
| #1   | 宇宙甲殼怪獸巴贊加 / 深海怪獸蓋德斯                     | 2023年 11月5日 |
| #2   | 甲蟲怪獸塔加努拉 / 軟體怪獸雷維拉                       | 11月12日       |
| #3   | 山怪獸土留牛 / 熔鐵怪獸迪瑪加                           | 11月19日       |
| #4   | 極光怪人加南星人 / 天弓怪獸虹蛇神                       | 11月26日       |
| #5   | 隕石怪獸嘎拉蒙 / 二次元怪獸卡瓦頓                       | 12月3日        |
| #6   | 宇宙武士斬基爾 / 幻視怪獸莫古瓊 / 月光怪獸德爾坦達爾          | 12月10日       |
| #7   | 污染獸伊陸葛 /宇宙污染超獸強殖奇波魯加 / 地底甲獸茲古剛 | 12月17日       |
| #8   | 骷髏怪獸紅王 / 冷凍怪獸齊卡斯 / 宇宙爆彈怪獸瓦拉隆      | 12月24日       |

### 漫畫
首播期間，兒少向漫畫雜誌《Televi-Kun》將連載《超人力霸王布雷薩》漫畫版，於2023年9月號開始連載。圓谷製作將負責該作品的監修。作畫則由伊原重勝負責。

## 播放詳情
《布雷薩》除了同步發行英文配音版外，還計劃在亞洲主要國家和地區（包括中國大陸、香港、臺灣、泰國、印度尼西亚、馬來西亞）同步播出當地語言配音版。
日本
- 東京電視台、大阪電視台

播出日期：2023年7月8日
播出時間：每週六 09:00-09:30（日本時間）
| 日期                          | 時間                  | 放送局         | 區域           | 備註   |
| ----------------------------- | --------------------- | -------------- | -------------- | ------ |
| 2023年7月8日 - 2024年1月20日  | 星期六上午9:00 - 9:30 | 東京電視台     | 關東廣域區     | 製作局 |
|                               |                       | TV北海道       | 北海道         |        |
|                               |                       | 愛知電視台     | 愛知縣         |        |
|                               |                       | 大阪電視台     | 大阪府         |        |
|                               |                       | 瀨戶內電視台   | 岡山縣・香川縣 |        |
|                               |                       | TVQ九州放送    | 福岡縣         |        |
| 2023年7月16日 - 2024年2月4日  | 星期日上午5:35 - 6:05 | 廣島HOME電視台 | 廣島縣         |        |
| 2023年7月16日 - 2024年1月28日 | 星期日上午6:15 - 6:45 | 新潟放送       | 新潟縣         |        |
| 2023年7月30日 - 2024年2月11日 | 星期日上午5:20 - 5:50 | 長野朝日放送   | 長野縣         |        |
| 2023年8月6日 -                | 星期日上午5:30 - 6:00 | 靜岡第一電視台 | 静岡縣         |        |
| 2023年8月13日 -               | 星期日上午6:30 - 7:00 | 石川電視台     | 石川縣         |        |
| 2023年8月20日 -               | 星期日上午6:00 - 6:30 | 琉球放送       | 沖繩縣         |        |
| 2023年9月30日 -               | 星期日上午1:28 - 1:58 | 福島電視台     | 福島縣         |        |

中国大陆
- 网络平台
- 爱奇艺、騰訊視頻、优酷、哔哩哔哩

播出日期：2023年7月8日
播出時間：每週六 10:00
- 官方Youtube

播出日期：2023年9月1日
播出時間：不定
語言：普通話配音
香港
- ViuTV[46]

播出日期：2023年7月15日
播出時間：每週六 09:30-10:00（香港時間，但實際播出時間仍視乎當日有沒有NBA直播而定）
*不設中文字幕
- 官方Youtube

播出日期：2024年8月30日
播出時間：不定
語言：粤語配音
台灣
- 網絡平台
- 巴哈姆特動畫瘋、LiTV 線上影視、LINE TV、FriDay影音、KKTV、Hami video

播出日期：2023年7月8日
播出時間：每週六 09:00
語言：日語原音
- 官方Youtube

播出日期：2023年7月22日
播出時間：不定
語言：國語配音
- 電視頻道
- momo親子台

播出日期：2023年7月16日-2024年1月21日
播出時間：每週日 17:30-18:00 首播、每週六 15:30-16:00 重播
語言：國語配音
马来西亚
- Astro Ceria

播出日期：2023年7月8日
播出時間：每週六 20:30-21:00
印尼
- RTV

播出日期：2023年7月14日
播出時間：每週五 22:30-23:00
泰國
- 7頻道

播出日期：2023年7月15日
播出時間：每週六 07:00-07:30

## 外部連結
- 《超人力霸王Blazar》圓谷官方網站 （页面存档备份，存于）（日語）
- 《超人力霸王Blazar》官方網站 （页面存档备份，存于）（日語）
- 《超人力霸王系列》萬代官網 （页面存档备份，存于）（日語）
- 《超人力霸王系列》官方推特 （页面存档备份，存于）（日語）
- 《超人力霸王Blazar》香港電視娛樂ViuTV電視宣傳片 （中文）